# 켈수스 도서관

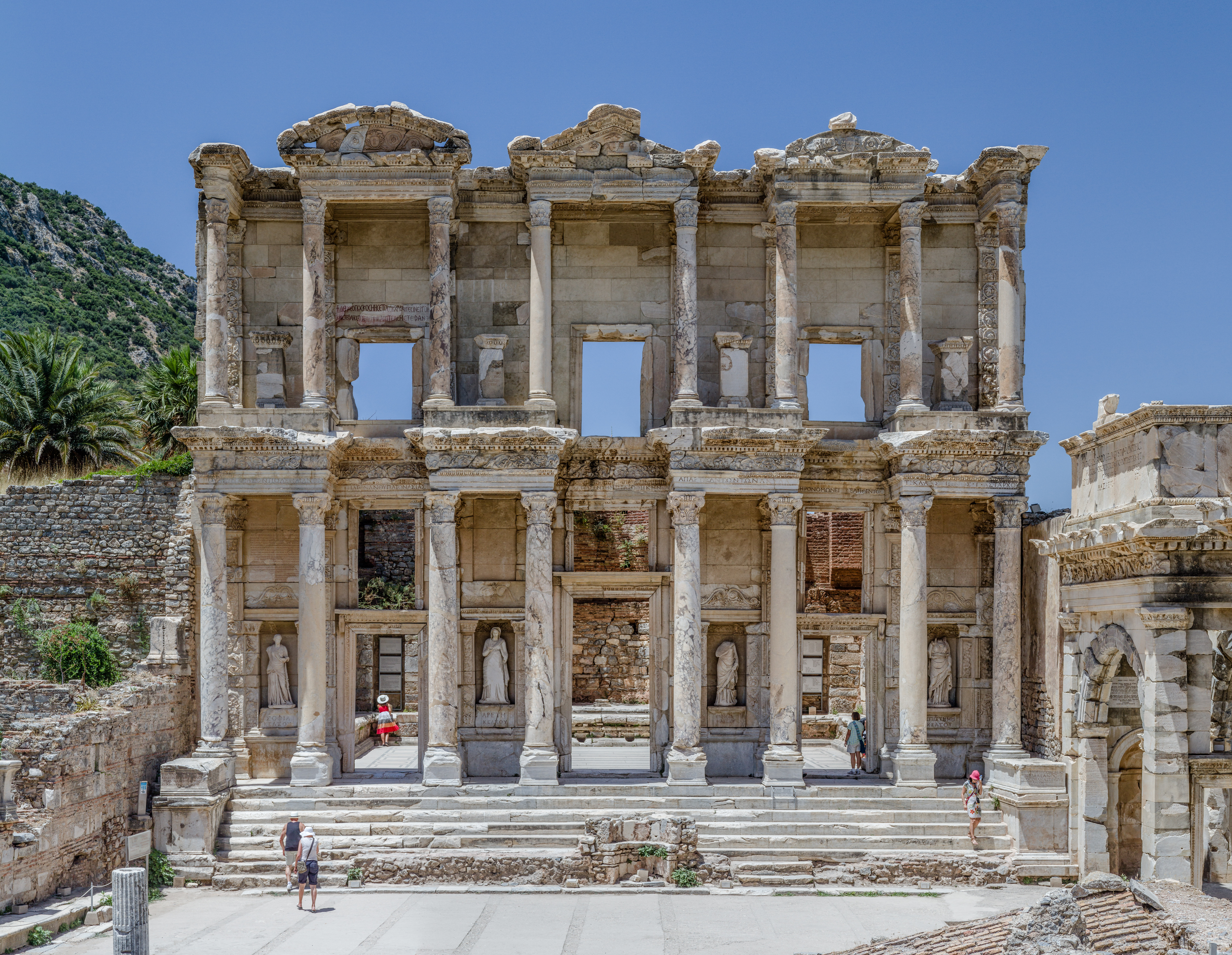
켈수스 도서관 터

켈수스 도서관(튀르키예어: Efes Celsus Kütüphanesi)은 아나톨리아 에페소스 (현 튀르키예 셀추크의 일부)에 있던 도서관이다. 로마 집정관 켈수스(Kélsos)를 위해 그의 아들이 지은 2층 건물로, 117년 공사를 시작해 135년 완공되었다. 이후 262년 화재로 다량의 도서가 소실되었으며, 10세기 ~ 11세기에 발생한 지진으로 폐허가 되어 현재는 터만 남아 있다.